# Aparat absorpcyjny

1a – króciec doprowadzający gaz
1b – króciec doprowadzający ciecz
2 – odprowadzenie cieczy zawierającej pochłonięty gaz
3 – komora absorpcyjna
4 – wypełnienie absorbera, np. (pierścienie Raschiga)

Aparat absorpcyjny (absorber, płuczka, skruber) – sprzęt laboratoryjny lub urządzenie przemysłowe, służące do pochłaniania (absorpcji) niektórych składników mieszaniny gazowej przez ciecz.
Służyć może zarówno do oczyszczania gazów, jak i wychwytywania z mieszanin gazowych pożądanych składników. Absorber działa na zasadzie absorpcji gazu w cieczy, która w urządzeniu płynie najczęściej w przeciwprądzie do gazu.

## Rodzaje absorberów

### Absorber powierzchniowy
W tego typu absorberze występuje ograniczenie powierzchni pomiędzy fazami jedynie do powierzchni swobodnej cieczy. Pod względem konstrukcyjnym jest to zazwyczaj ceramiczny aparat naczyniowy, nazywany również turylem. Tego typu absorbery łączy się w baterię dzięki czemu zwiększa się ich sumaryczną wydajność. Przepływ gazu i cieczy w tym rodzaju absorbera jest przeciwprądowy.

### Absorber błonkowy
Absorbent spływa w dół urządzenia, sam proces zachodzi na powierzchni filmu. Gaz może przepływać zarówno przeciw-, jak i we współprądzie.
Aparaty absorpcyjne tego typu dzieli się na:
1. Absorbery rurkowe – podobne w budowie do płaszczowo-rurowych wymienników ciepła. Absorbent spływa filmem na wewnętrznej powierzchni rur, natomiast gaz porusza się przeciw- bądź we współprądzie. Rury absorpcyjne można ogrzewać bądź chłodzić doprowadzając odpowiedni czynnik termodynamiczny do przestrzeni międzyrurowej.
2. Absorbery płytowe – w formie prostokątnej wieży z pionowymi płytami, czasami obciągniętymi materiałem. Absorbent spływa po powierzchni płyt, a gaz w przestrzeni międzypłytowej.
3. Absorbery kaskadowe – absorbent spływa filmem po przegrodach ukształtowanych w dowolny sposób.

### Absorber z wypełnieniem
Zbudowany w formie kolumny o przekroju kołowym z wypełnieniem zwiększającym powierzchnię wymiany pomiędzy cieczą i gazem. Najpopularniejszy typ w przemyśle ze względu na prostą budowę i odporność na korozję. Podobnie jak w przypadku absorberów powierzchniowych łączy się je w baterie.

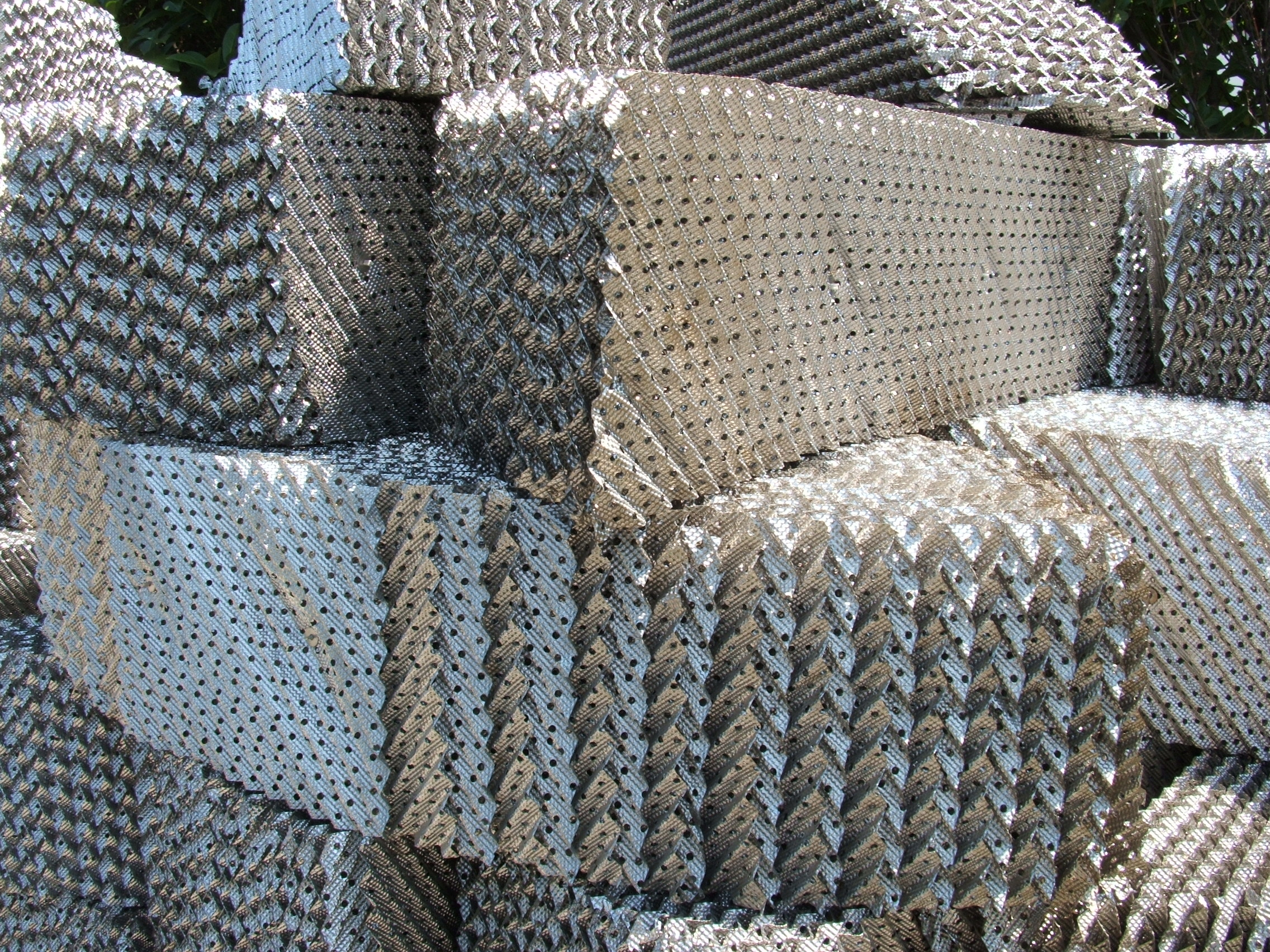
Wypełnienie strukturalne
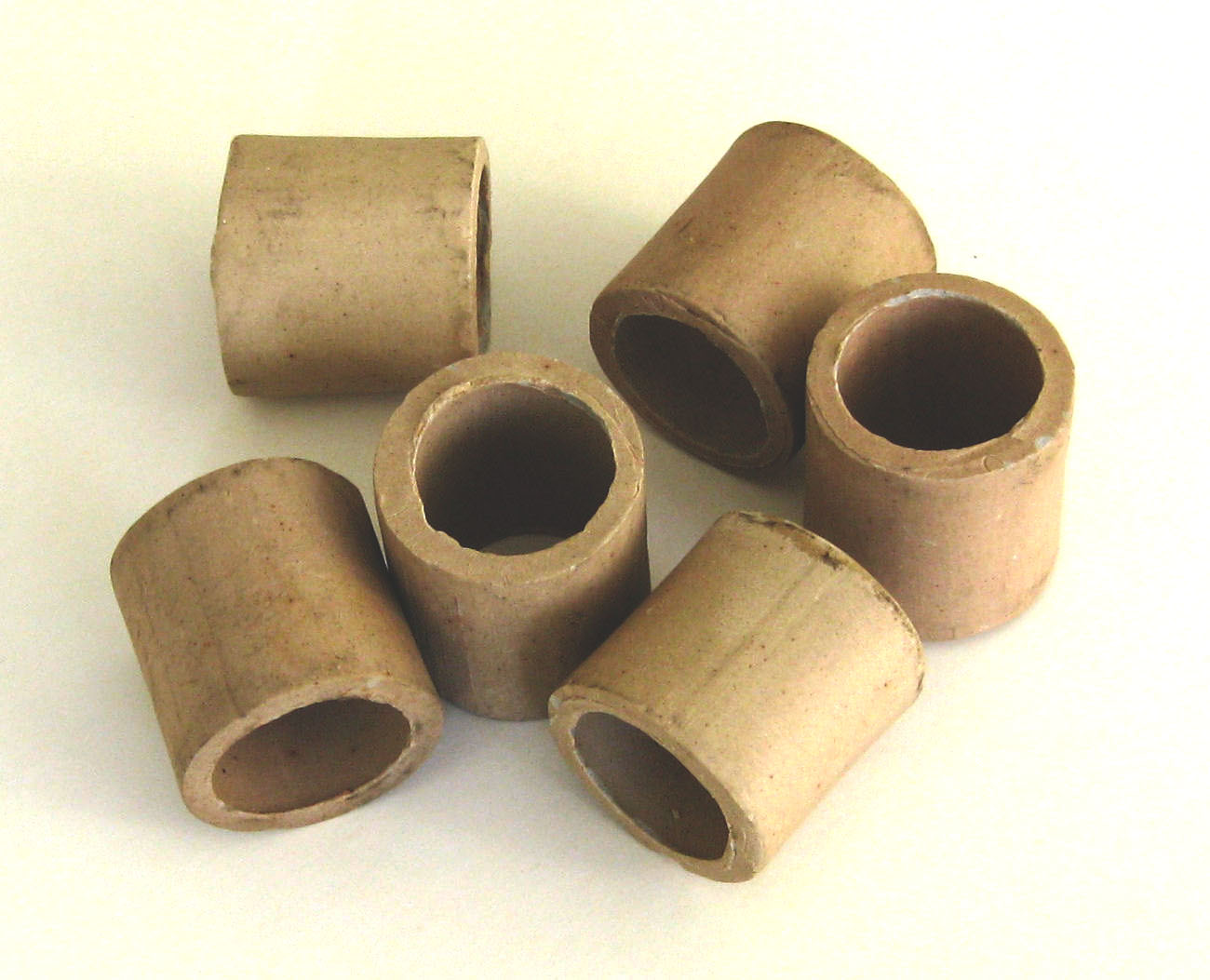
Ceramiczne pierścienie Raschiga
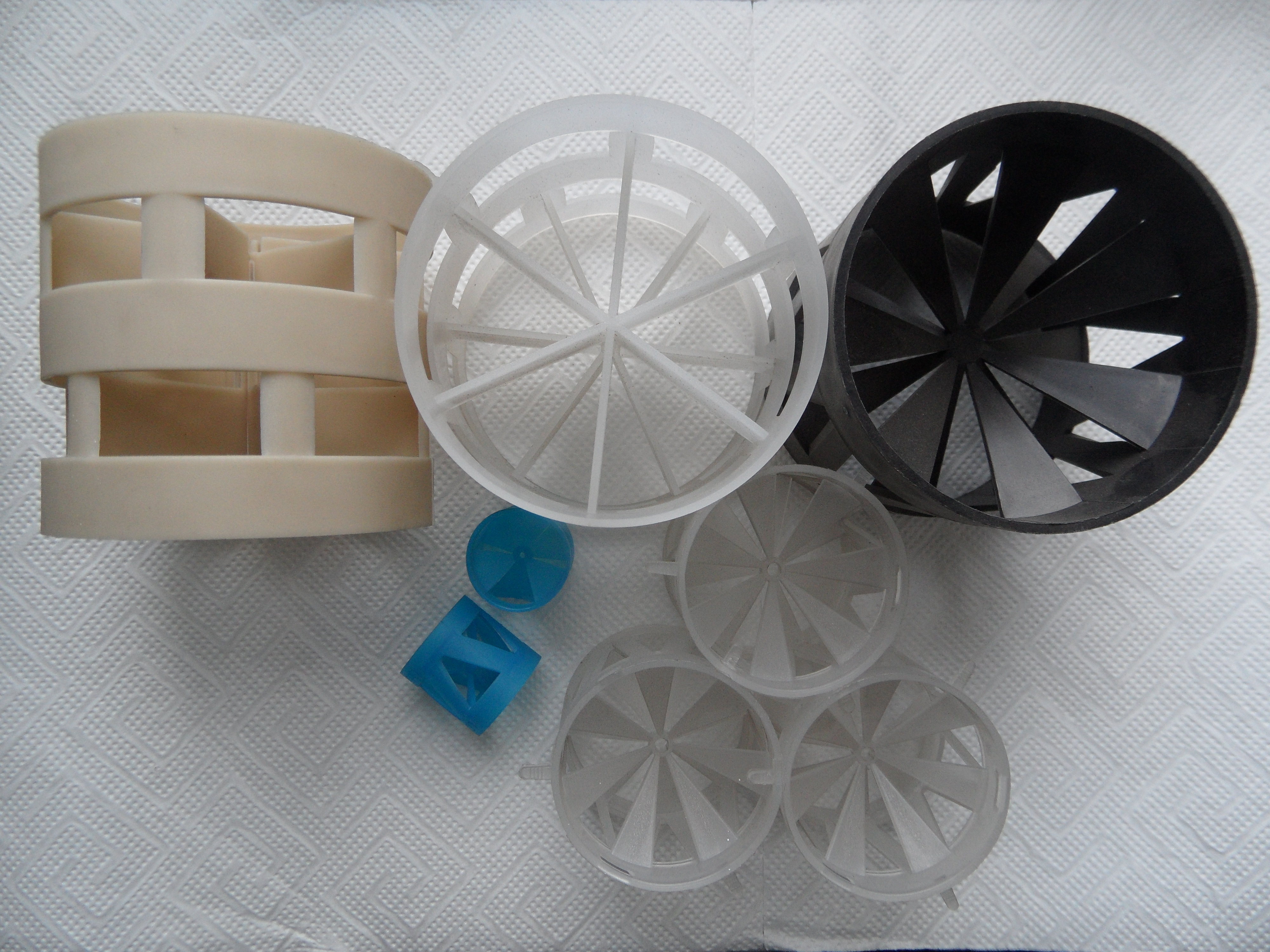
Polipropylenowe pierścienie Palla (beżowy i duży biały) oraz pierścienie Białeckiego (pozostałe)
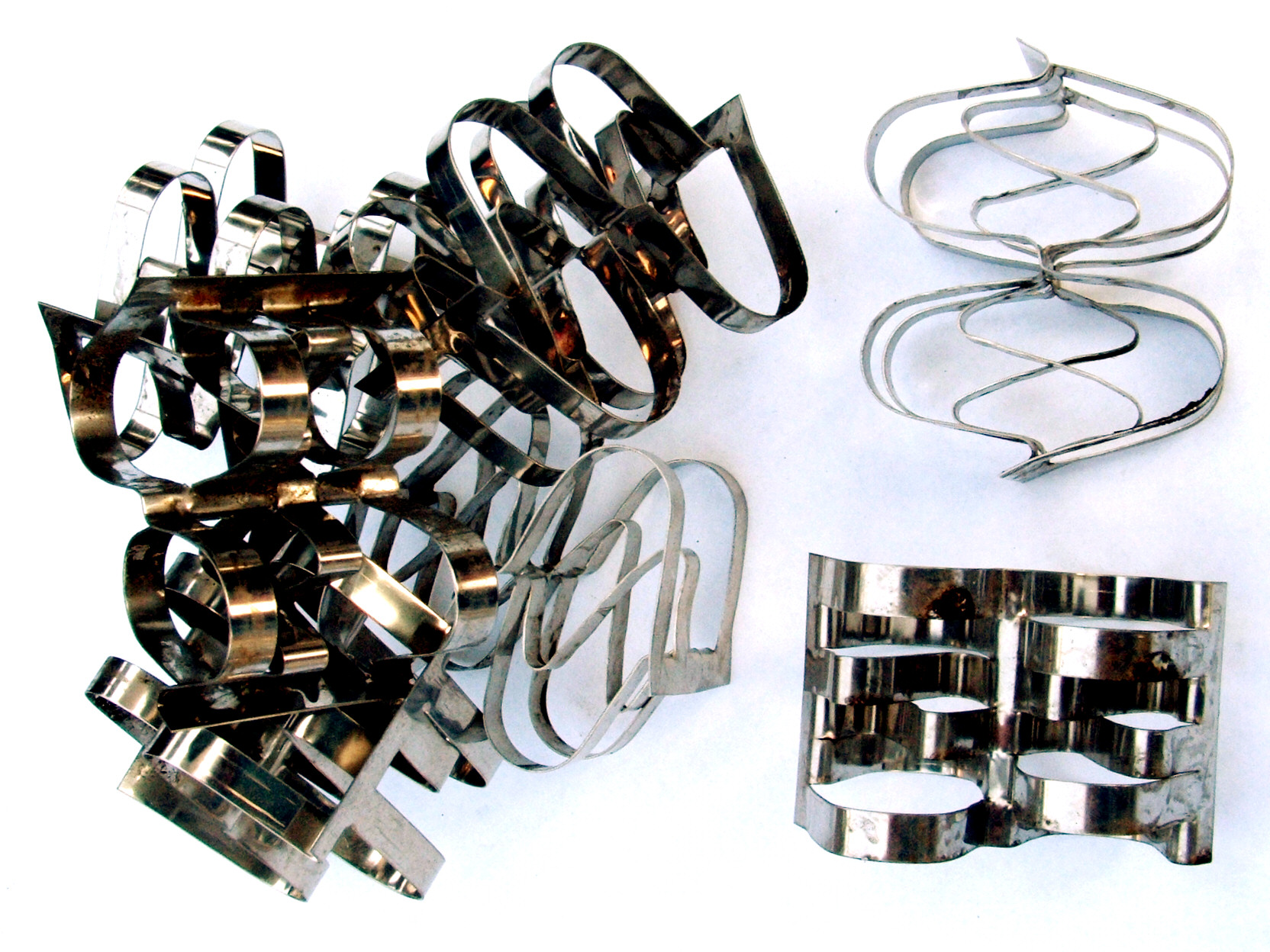
Elementy wypełnienia metalowego
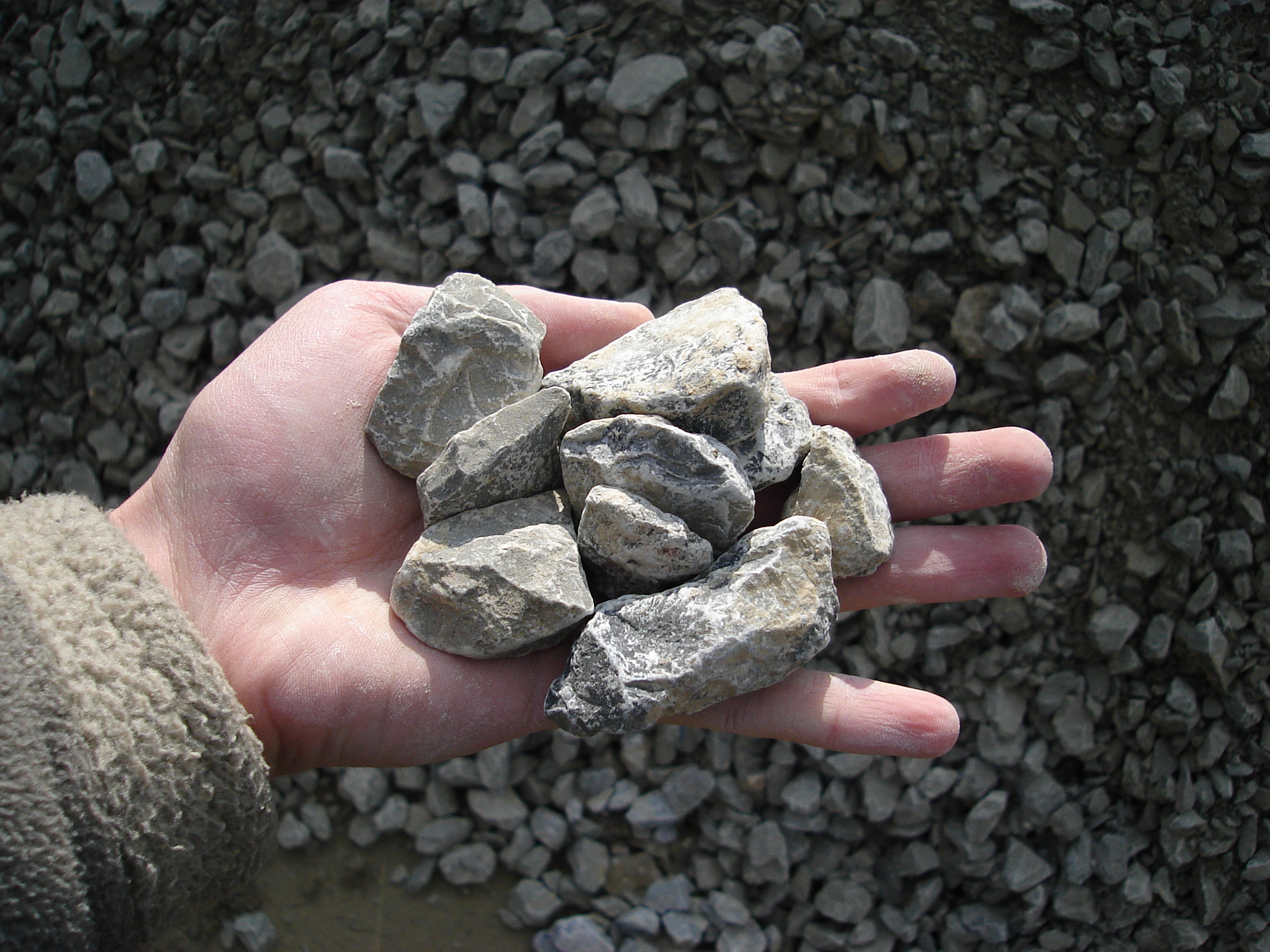
Kamień wapienny
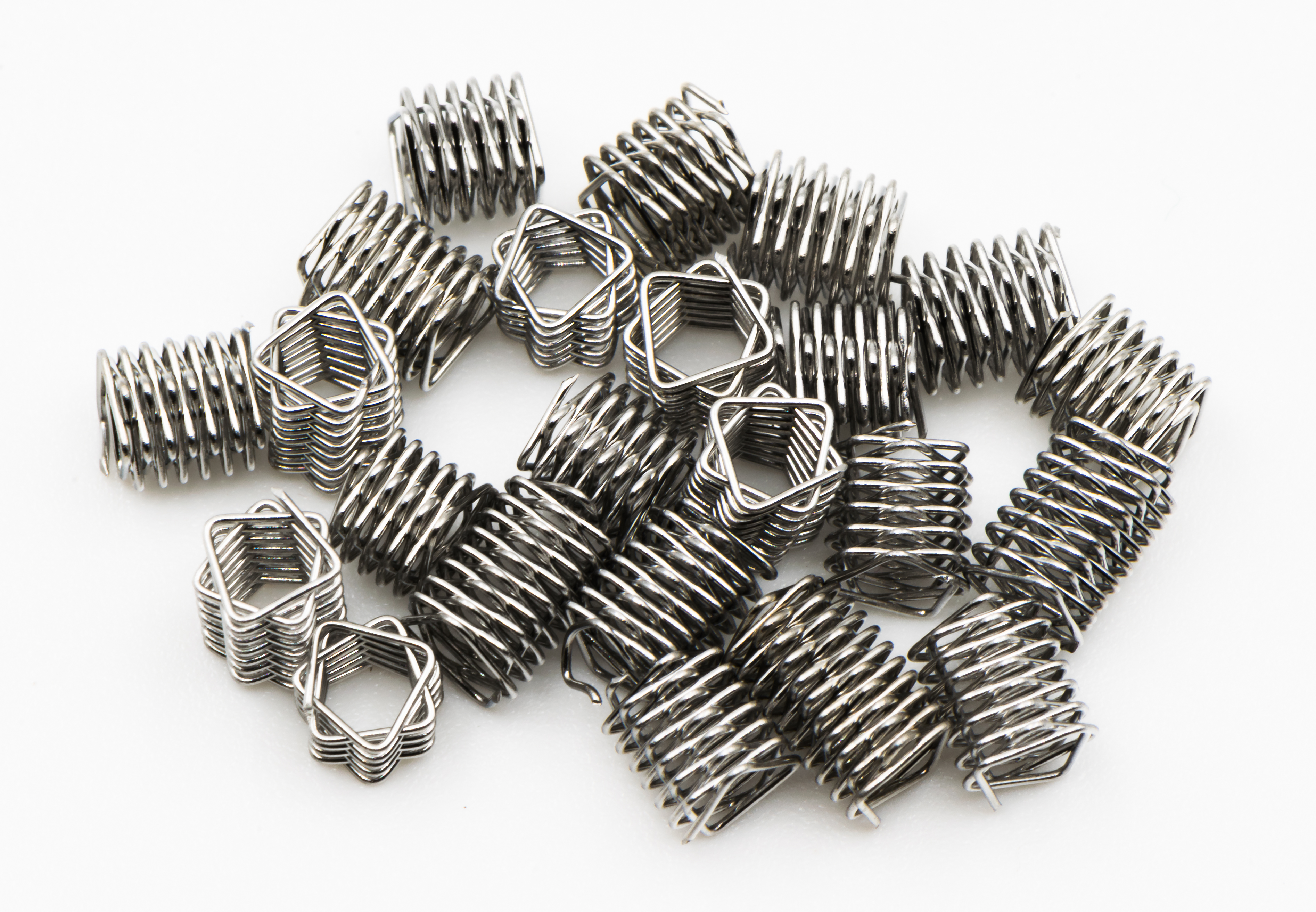
Stalowe sprężynki pryzmatyczne
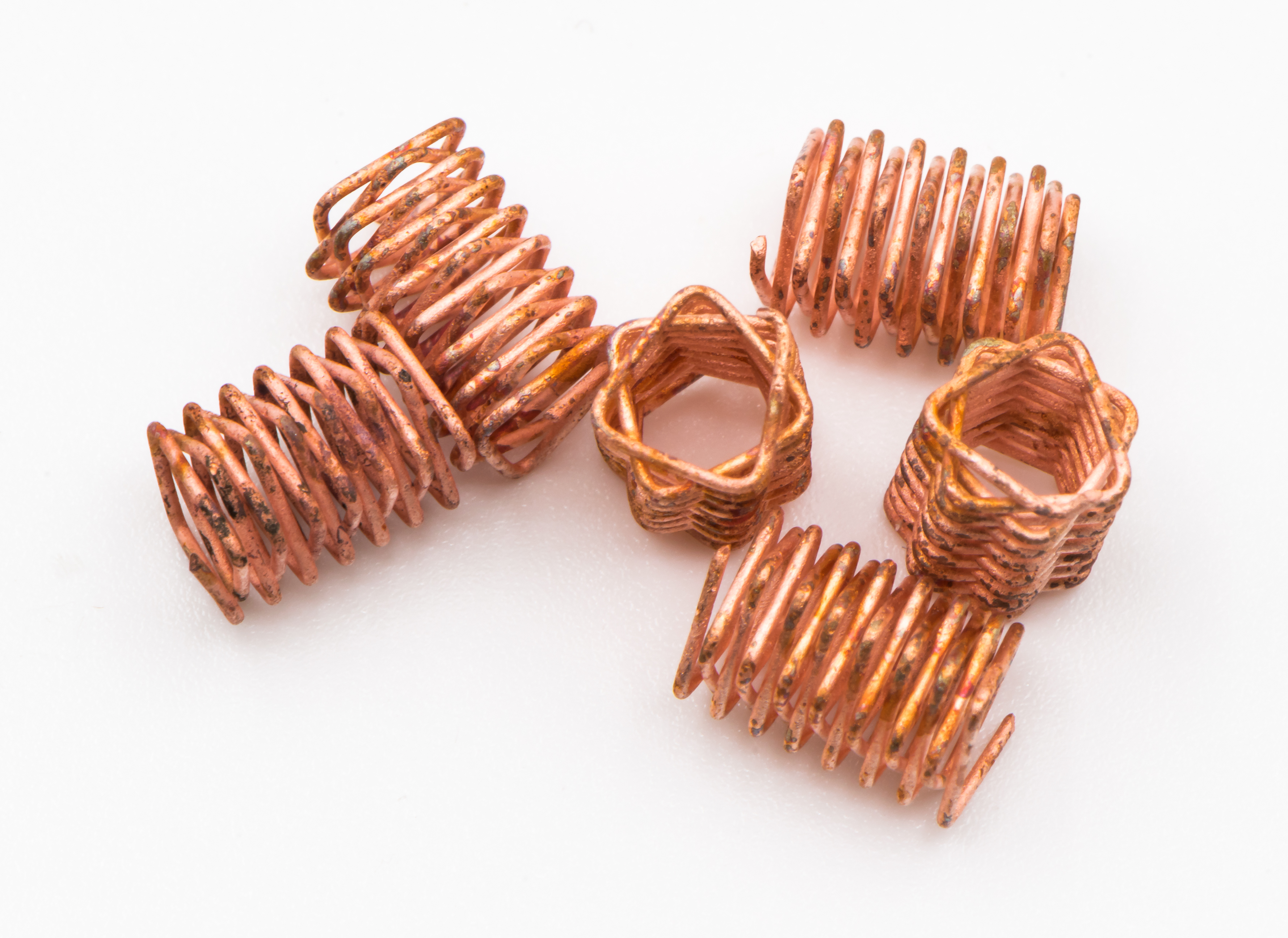
Miedziane sprężynki pryzmatyczne

### Absorber natryskowy
Rodzaj absorbera kolumnowego, w przeciwieństwie jednak do absorbera z wypełnieniem w kolumnie nie ma wypełnienia. Absorbent jest rozpylany za pomocą dysz, a następnie opadając styka się z gazem.
Podtypem absorbera natryskowego jest absorber cyklonowy mokry. Wyróżnia go króciec doprowadzający gaz, który jest usytuowany stycznie do kolumny. Przepływ gazu następuje wzdłuż linii śrubowej.

### Absorberbarbotażowy
W absorberze tym absorbowany gaz przepływa w postaci pęcherzyków poprzez warstwy absorbentu.
Absorbery tego typu dzielimy na:
1. kolumnowe – absorpcyjne kolumny półkowe (dzwonowe, sitowe, rusztowe).
2. naczyniowe – występują z mieszadłem mechanicznym. Gaz doprowadzany jest poniżej mieszadła poprzez bełkotkę, porowatą płytkę rurę współosiową otaczającą wał lub poprzez wydrążony wał.
3. mechaniczne – powierzchnię międzyfazową uzyskuje się poprzez mieszadła powodujące rozdrobnienie cieczy lub wytworzenie stale odnawianej warstewki filmu. Stosuje się, gdy ilość absorbentu jest mała w porównaniu z ilością gazu.

Przykłady absorberów przemysłowych

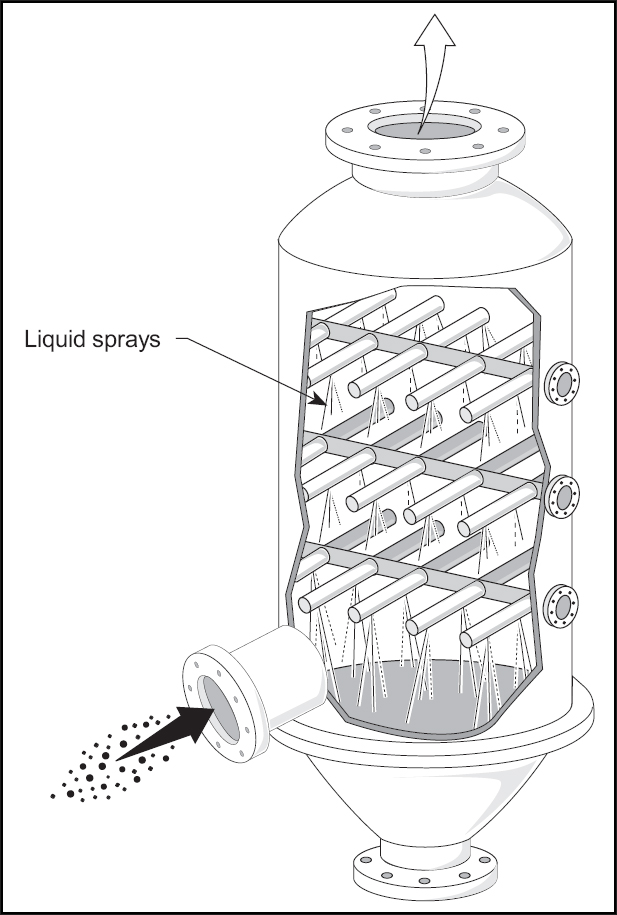
Absorber rozpryskowy (zraszacz) przeciwprądowy
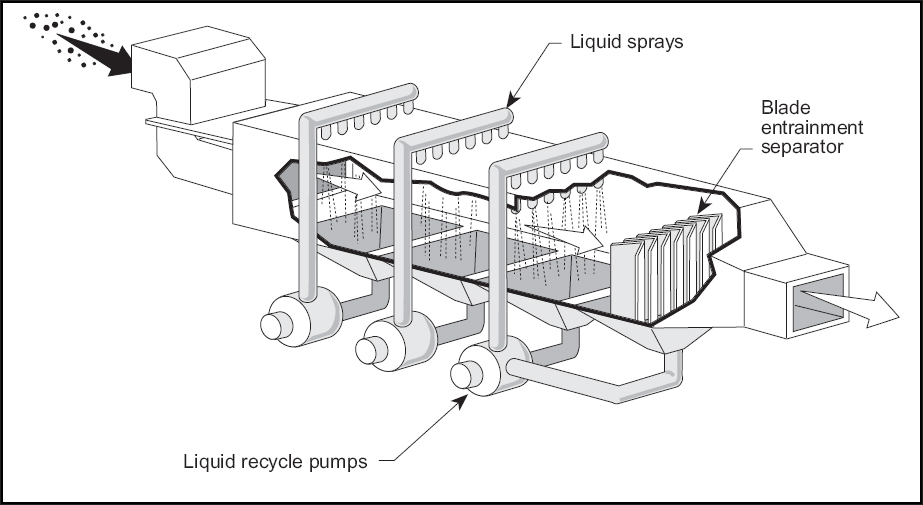
Zraszacz z przepływem krzyżowym
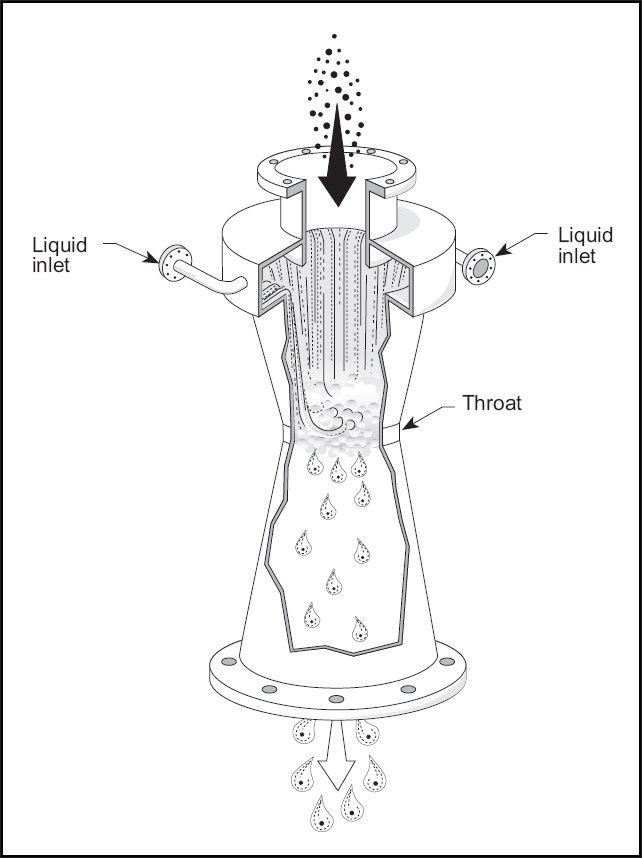
Skruber Venturiego
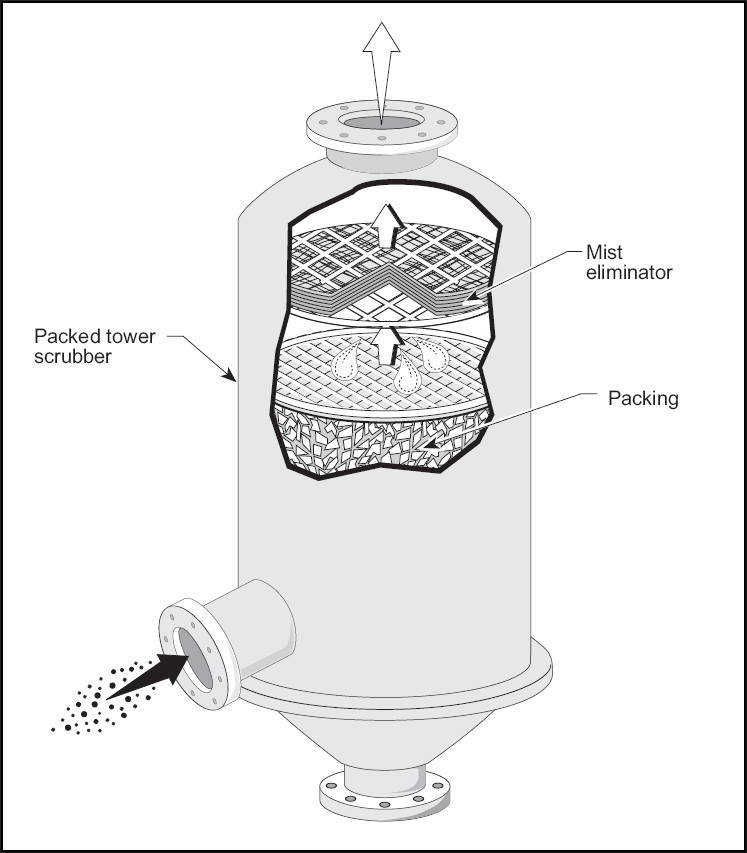
Skruber z wypełnieniem

### Płuczki na statkach
W okrętownictwie skrubery (głównie używa się polskiej wymowy angielskiego scrubber lub polskiego tłumaczenia płuczka) montuje się głównie na instalacji wydechowej agregatów, silników i kotłów i służą do odsiarczania spalin. Przez ostatnie lata trwała intensywna przebudowa pływających jednostek tak, by spełnić wdrożone na początku roku 2020 wymagania dotyczące redukcji zawartości siarki w paliwach olejowych używanych przez statki w żegludze światowej do poziomu maksymalnie 0,5% zawartości siarki, zgodnie z wymaganiami MEPC.280(70). Regulacje te wprowadziła Międzynarodowa Organizacja Morska (IMO) przyjmując wytyczne dotyczące zatwierdzania, instalacji i użytkowania instalacji odsiarczania spalin na pokładzie statków w celu zapewnienia zgodności z rozporządzeniem w sprawie siarki załącznik VI konwencji MARPOL.

Innym zastosowaniem jest produkcja gazu obojętnego na tankowcach i jednostkach do przerobu ropy naftowej.